# Caccia alla volpe (film 1966)
Caccia alla volpe è un film del 1966 diretto da Vittorio De Sica.
Nel 2013 è uscita una versione indiana della pellicola, chiamata Tees Maar Khan.

## Trama
Aldo Vanucci, famoso come "la volpe", il più intelligente ladro d'Italia temuto dall'Interpol, è rinchiuso in prigione a Spoleto, in Umbria.
In Egitto viene rubato un grande carico di lingotti d'oro dal ladro Okra, che volendo trasferirlo in Italia per rivenderlo, ha bisogno dell'aiuto di un esperto. Aldo non ne vuole sapere di evadere poiché gli mancano solo sei mesi da scontare, ma quando viene a sapere che la sorella, invece di andare a scuola, fa l'attrice, per orgoglio decide di fuggire dal carcere.
Arriva a Roma e ritorna a casa dalla madre che gestisce una bisca dove si gioca a tombola in clandestinità; quindi toglie la sorella Gina, in arte "Gina Romantica", dal set dove stava lavorando, e viene ingaggiato da Okra per trovare il sistema di far sbarcare sulla costa l'oro.
Aldo ha così l'idea di fingersi un famoso regista che vuole girare un film neorealista sulle coste di Sevalio, un paese di pescatori del sud d'Italia. Ruba quindi l'apparecchiatura a Vittorio De Sica mentre sta girando un film, e fa entrare nel cast tutta la popolazione di Sevalio.
Dopo che ha fatto sbarcare l'oro, viene ingannato da Okra che fugge con il bottino, e mentre arriva la polizia, a causa della fitta nebbia, sono coinvolti in un incidente e vengono tutti arrestati.
Al processo, Aldo si dichiara l'unico colpevole e viene condannato a cinque anni, ma è già pronto per evadere di nuovo dal carcere il primo aprile alle 3 in punto.